# Bruce LaBruce
Bruce LaBruce, właśc. Justin Stewart (ur. 3 stycznia 1964 w Southampton w prowincji Ontario) – kanadyjski pisarz, fotograf i filmowiec: reżyser, scenarzysta, producent, a okazjonalnie także montażysta i aktor. Twórca awangardowego nurtu queercore i ikona kina LGBT. W swoich kontrowersyjnych dziełach filmowych łączy techniki artystyczne typowe dla kina niezależnego z konwencją punkowej i pornograficznej estetyki gejowskiej. W jego filmy zostały wplecione sceny fetyszu i parafilii, BDSM, gwałtu, przemocy na tle rasowym, akrotomofilii, gerontophilii, uchodźców, prostytucji mężczyzn i kobiet oraz zombie.

## Życiorys

### Wczesne lata
Urodził się i dorastał na 200-hektarowej farmie w Southampton w hrabstwie Bruce, w prowincji Ontario w rodzinie farmerów jako jedno z pięciorga dzieci (szóste pierworodne zmarło w niemowlęctwie). Studiował filmoznawstwo na Uniwersytecie York w Toronto.

### Kariera
W latach 80. pisywał dla magazynu filmowego „CineAction”, nadzorowanego przez swojego nauczyciela Robina Wooda. Zwrócił na siebie uwagę jako autor publikacji do magazynu o tematyce queer-punkowej „J.D.s” jako współredaktor wraz z G.B. Jones, która sprawiła, że zaczął się interesować polityką i zwrócił się w stronę skrajnej lewicy. 
Pisał i fotografował między innymi dla Vice, strony internetowej Nerve.com i magazynu „BlackBook”. Był felietonistą kanadyjskiego magazynu muzycznego „Exclaim!” oraz wydawanej w Toronto gazety „Eye Weekly”. Jako redaktor i fotograf współpracował z nowojorskim „Index Magazine”. Jego publikacje ukazywały się również w „Toronto Life”, „National Post” i „The Guardian”. Wydał także książkę The Reluctant Pornographer (1997). 
Z kinem zaczął eksperymentować jeszcze w połowie lat 80., kiedy produkował eksperymentalne filmy nakręcone w formacie Super 8: I Know What It's Like to Be Dead (1987), Boy, Girl (1987), Home Movies (1988) czy Fifth Column: Like This (1990). Jego pierwszym pełnometrażowym filmem fabularnym był homoseksualny melodramat pornograficzny No Skin Off My Ass (1993), gdzie sam zagrał w nim w gejowskiego fryzjera, który zakochuje się w kliencie – młodym skinheadzie z neonazistowskiej bojówki. Był to ulubiony film Kurta Cobaina. Kolejne produkcje to Super 8½ (1994) i The Raspberry Reich (2004). 
W czarnej komedii Hustler White (1996) z Tonym Wardem pokazuje niepełnosprawnego mężczyznę uprawiającego seks. Tragikomiczny dreszczowiec Otto, czyli niech żyją umarlaki (Otto; or Up with Dead People, 2008) z tytułową rolą Jeya Crisfara i udziałem Marcela Schlutta był prezentowany na 24. edycji Sundance Film Festival (2008). Za reżyserię queerowego erotycznego filmu grozy L.A. Zombie (2010) zdobył nagrodę na Melbourne International Film Festival w kategorii „Najlepszy reżyser zagraniczny”. W melodramacie Gerontophilia (2013) obraca związek Harolda i Maude jako traktat o asymilacji i opiece zdrowotnej.
Pod pseudonimem Jürgen Anger wystąpił w dwóch niemieckich produkcjach gejowskich Ebo Hilla Bonking Berlin Bastards (2001) i Way Down (2005), a także gościł w filmie dokumentalnym Sagat. Gwiazdor gejowskiego porno (Sagat: The Documentary, 2011) z François Sagatem, Chi Chi LaRue i Christophe’em Honoré, dramacie Boris bez Béatrice (Boris sans Béatrice, 2016) jako premier oraz australijskim dreszczowcu The Second Coming Vol.2 (2017) jako Ivan Oisin.
W marcu 2011 na deskach Hebbel am Ufer Theatre w Berlinie, LaBruce wyreżyserował operę Arnolda Schönberga Pierrot Lunaire ze scenami kastracji i dilda, gdzie tytułowy Pierrot ukazany był jako człowiek transseksualny.
W lipcu 2014 w nowojorskiej galerii sztuki The Hole Gallery Bruce LaBruce otworzył wystawę fotografii Obscenity. W czerwcu 2017 w La Fresh Gallery w Madrycie odbył się wernisaż jego wystawy Bruce LaBruce Photographs 1990-2016, gdzie można było zobaczyć m.in. portret kontrowersyjnego fotografa Terry’ego Richardsona podczas wykonywania tatuażu.
Wyreżyserował film krótkometrażowy Scotch Egg (2018), w ramach serii Eriki Lust XConfessions. Jego komediodramat It is Not the Pornographer That is Perverse... (2018) z udziałem François Sagata (uprowadzony), Colby’ego Kellera (profesor Mariano, samobójca), Allena Kinga (maleńki diabeł) i Calvina Banksa (kierowca Ubera) był prezentowany na Festival Internacional de Cine w Puerto Vallarta (w marcu 2018), Festival Internacional de Cine w Guadalajarze (w marcu 2018), Toronto International Porn Festival (w kwietniu 2018), BUT – B-Movie, Underground and Trash Film Festival (w sierpniu 2018), Berlin Porn Film Festival (w październiku 2018), Fringe! Queer Film & Arts Festival w Wielkiej Brytanii (w listopadzie 2018), Chéries-Chéris Film Festival w Paryżu (w listopadzie 2018), XXIII LesGaiCineMad w Madrycie (w listopadzie 2018), Vienna Porn Film Festival (w kwietniu 2019), TLVFest (Tel Aviv International LGBT Film Festival) w Izraelu (w czerwcu 2019), AMOR Festival Internacional de Cine LGBT+ w Santiago (w czerwcu 2019) i IX Festival PopPorn w São Paulo (w sierpniu 2019).

## Życie prywatne
Zamieszkał w Toronto. Jest zdeklarowanym biseksualistą.

## Nagrody i nominacje
| Rok  | Nagroda                                            | Kategoria | Film                                   | Rezultat  |
| ---- | -------------------------------------------------- | --- | -------------------------------------- | --------- |
| 2004 | Melbourne Underground Film Festival                | Specjalna Nagroda Jury | The Raspberry Reich (2004)             | Wygrana   |
| 2004 | Melbourne Underground Film Festival                | Najlepsze bezpodstawne użycie seksu w filmie | The Raspberry Reich (2004)             | Wygrana   |
| 2008 | Milan International Lesbian and Gay Film Festival  | Najlepszy film | Otto, czyli niech żyją umarlaki (2008) | Wygrana   |
| 2010 | Międzynarodowy Festiwal Filmowy w Locarno          | Złoty Lampart (Pardo d'oro) | L.A. Zombie (2010)                     | Nominacja |
| 2010 | Melbourne International Film Festival              | Najlepszy reżyser zagraniczny | L.A. Zombie (2010)                     | Wygrana   |
| 2011 | HustlaBall Award                                   | Najlepszy reżyser (Wurstfilm – Dark Alley) | –                                      | Wygrana   |
| 2013 | 70. Międzynarodowy Festiwal Filmowy w Wenecji      | Najlepszy film (Fedeora Award) | Gerontofilia (Gerontophilia, 2013)     | Nominacja |
| 2013 | 70. Międzynarodowy Festiwal Filmowy w Wenecji      | Queerowy Lew | Gerontofilia (Gerontophilia, 2013)     | Nominacja |
| 2013 | Montréal Festival of New Cinema                    | Najlepszy film pełnometrażowy (Grand Prix Focus)                                                                                                   | Gerontofilia (Gerontophilia, 2013)     | Wygrana   |
| 2013 | Festiwal Filmowy w Tallinnie                       | Najlepszy niezależny film Ameryki Północnej | Gerontofilia (Gerontophilia, 2013)     | Nominacja |
| 2013 | Międzynarodowy Festiwal Filmowy Molodist w Kijowie | Sunny Rabbit Prize | Gerontofilia (Gerontophilia, 2013)     | Nominacja |
| 2014 | Milan International Lesbian & Gay Film Festival    | Nagroda Specjalna Jury za najlepszy film | Gerontofilia (Gerontophilia, 2013)     | Wygrana   |
| 2014 | Guadalajara International Film Festival            | Premio Maguey za najlepszy film pełnometrażowy | Gerontofilia (Gerontophilia, 2013)     | Nominacja |
| 2014 | Międzynarodowy Festiwal Filmowy w Berlinie         | Nagroda Jury Teddy Award | Pierrot Lunaire (2014)                 | Wygrana   |
| 2017 | Międzynarodowy Festiwal Filmowy w Berlinie         | Najlepszy film pełnometrażowy | Misandrystki (The Misandrists, 2017)   | Nominacja |
| 2017 | Międzynarodowy Festiwal Filmowy w Berlinie         | Najlepszy film pełnometrażowy | Ulrike's Brain (2017)                  | Nominacja |
| 2018 | XBIZ Europa Award                                  | Najlepszy gejowski film | Flea Pit (2018)                        | Wygrana   |
| 2019 | GayVN Award                                        | Najlepszy reżyser niepełnometrażowej realizacji | Flea Pit (2018)                        | Nominacja |
| 2019 | GayVN Award                                        | Najlepszy cały seks filmowy | Flea Pit (2018)                        | Nominacja |
| 2019 | GayVN Award                                        | Najlepsza scena seksu grupowego A.J. Alexander, Allen King, Arad WinWin (w napisach: Arad), Bishop Black, Levi Karter, Pierre Emo i Valentin Braun | Flea Pit (2018)                        | Nominacja |
| 2019 | XBIZ Award                                         | Gejowski film roku | Flea Pit (2018)                        | Wygrana   |
| 2019 | XBIZ Award                                         | Gejowski reżyser roku | –                                      | Wygrana   |
| 2021 | GayVN Award                                        | Najlepszy reżyser filmu nie-fabularnego | Tom of Finland: Master Cut (2020)      | Nominacja |

## Filmografia
| Rok  | Tytuł                                                           | Reżyser | Scenarzysta | Aktor | Rola               | Producent | Montażysta |
| ---- | --------------------------------------------------------------- | ------- | ----------- | ----- | ------------------ | --------- | ---------- |
| 1987 | I Know What It's Like to Be Dead                                | T       | T           | T     |                    |           |            |
| 1987 | Boy, Girl                                                       | T       | T           |       |                    |           |            |
| 1988 | Home Movies                                                     | T       | T           |       |                    |           |            |
| 1991 | No Skin Off My Ass                                              | T       | T           | T     | fryzjer            |           | T          |
| 1992 | The Post Queer Tour                                             | T       |             |       |                    |           |            |
| 1992 | A Case for the Closet                                           | T       |             |       |                    |           |            |
| 1992 | Slam!                                                           | T       | T           |       |                    |           |            |
| 1995 | Super 8½                                                        | T       | T           | T     | Bruce /Butt Double | T         |            |
| 1996 | Hustler White                                                   | T       | T           | T     | Jürgen Anger       | T         |            |
| 1997 | The YoYo Gang                                                   |         |             | T     |                    |           |            |
| 1997 | Hayseed                                                         |         |             | T     | Pan Chartreuse     |           |            |
| 1999 | Skin Gang                                                       | T       | T           | T     | walcząca ofiara    |           |            |
| 2000 | Come as You Are                                                 | T       | T           |       |                    | T         |            |
| 2004 | The Raspberry Reich                                             | T       | T           |       |                    | T         |            |
| 2004 | Sugar                                                           |         | T           |       |                    |           |            |
| 2007 | Give Piece of Ass a Chance                                      | T       |             |       |                    |           |            |
| 2008 | Otto, czyli niech żyją umarlaki (Otto; or, Up with Dead People) | T       | T           |       |                    | T         | T          |
| 2010 | L.A. Zombie                                                     | T       | T           |       |                    |           |            |
| 2013 | Gerontophilia                                                   | T       | T           |       |                    |           |            |
| 2014 | Pierrot Lunaire                                                 | T       | T           |       |                    |           |            |

## Twórczość literacka
- Bruce LaBruce: Ride, Queer, Ride!. Plug in Inc., 1996. ISBN 978-0921381129. (ang.). Brak numerów stron w książce
- Bruce LaBruce: The Reluctant Pornographer. Gutter Press, 1997. ISBN 1-896356-12-5. (ang.). Brak numerów stron w książce